# アンドレアス・スコフガール
アンドレアス・スコフガール・ラーセン（Andreas Skovgaard Larsen、1997年3月27日 - ）は、デンマーク・ハゲンドルップ出身のサッカー選手。ポーランドのクラコヴィア所属。ポジションはディフェンダー。

## タイトル
ブラン
- OBOSリーガエン: 2022[3]